# Струнний квартет № 1 (Джонстон)
Струнний квартет № 1 «Дев'ять варіацій» (англ. String Quartet No. 1, “Nine Variations”) — музичний твір американського композитора Бена Джонстона, написаний 1959 року.

## Історія створення
«Дев'ять варіацій» — це перший струнний квартет, написаний американським композитором Беном Джонстоном. Створений у 1959 році, він відрізнявся від музичних творів, написаних композитором протягом 1950-х років, коли той закінчив навчання та став професійно писати музику. Серед його попередніх робіт — концерти для духових інструментів, концерти для ударних інструментів, балети, кантати, опери-балети та багато інших творів. У ранній творчості Джонстона помітний вплив його вчителів, зокрема Гаррі Парча, Даріуса Мійо та Джона Кейджа.
«Дев'ять варіацій» стали більш авангардистським твором, аніж попередні роботи Джонстона. Зокрема, він використовував техніку серіалізму, яка наприкінці 1950-х років вважалася однією з найбільш прогресивних серед тогочасних композиторів. В основі квартету лежить послідовність з 12 нот, які не повторюються: G# A G E D# A# D B C F F# C#. В кожній з дев'яти частин цей набір нот використовується по різному — то в прямому порядку (від 1 до 12), то в ретроградному або зворотному (від 12 до 1), то в інвертованому (коли відстань між нотами зберігається, але замість підвищення тону відбувається пониження і навпаки), то в інвертованому ретроградному, то певні комбінації цих форм. Різні частини твору містять повторювання мотивів, зокрема початкового (G# A G) та завершального (C F F# C#). До того ж частини відрізняються одна від одної за темпом: парні частини є швидкими, а непарні — повільними.
Роботу над музичним твором закінчено в липні 1959 року. Вперше його зіграли 28 листопада 1959 року в мангеттенській бібліотеці Donnel Library, а першим виконавцем твору став струнний квартет Волдена. 

## Зміст
2011 року на лейблі New World Records вийшов альбом, що містив перші записи струнних квартетів № 1, № 5 та № 10 Бена Джонстона у виконанні квартету Kepler Quartet. 
| String Quartet No. 1, “Nine Variations” (1959) | String Quartet No. 1, “Nine Variations” (1959) | String Quartet No. 1, “Nine Variations” (1959) |
| #                                              | Назва                                          | Тривалість                                     |
| ---------------------------------------------- | ---------------------------------------------- | ---------------------------------------------- |
| 1.                                             | «Variation 1: Clear and concentrated»          | 2:44                                           |
| 2.                                             | «Variation 2: Sharp»                           | 0:38                                           |
| 3.                                             | «Variation 3: Still, spacious»                 | 3:24                                           |
| 4.                                             | «Variation 4: Impetuous»                       | 0:52                                           |
| 5.                                             | «Variation 5: Fluid, pulsating»                | 2:41                                           |
| 6.                                             | «Variation 6: Assertive»                       | 1:09                                           |
| 7.                                             | «Variation 7: Rather ominous»                  | 1:52                                           |
| 8.                                             | «Variation 8: Nervous, driving»                | 0:55                                           |
| 9.                                             | «Variation 9: Minute, atmospheric»             | 2:42                                           |
| 17:11                                          |                                                |                                                |